# Porazdelitev gama
Porazdelitev gama je družina zveznih verjetnostnih porazdelitev. Določena je z dvema parametroma, od katerih je prvi parameter merila, drugi pa parameter oblike. 
Porazdelitev gama slučajne spremenljivke {\displaystyle X\!} označujemo na dva načina: 
{\displaystyle X\sim \Gamma (k,\theta ){\text{ ali }}X\sim {\textrm {Gamma}}(k,\theta ).\,}
Opomba: po prvem načinu lahko zamenjamo funkcijo gama s porazdelitvijo in je zaradi tega bolj ugodna druga vrsta označevanja porazdelitve.

## Lastnosti

### Funkcija verjetnosti
Funkcija gostote verjetnosti za porazdelitev gama je 
{\displaystyle x^{k-1}{\frac {\exp {\left(-x/\theta \right)}}{\Gamma (k)\,\theta ^{k}}}\,\!}
kjer je 
- {\displaystyle \Gamma (k)\!} funkcija gama

Porazdelitev gama lahko opišemo tudi s parametrom oblike {\displaystyle \alpha =\theta \!} in z obratno vrednostjo parametra merila {\displaystyle \beta ={\frac {1}{\theta }}\!}, ki ga imenujemo tudi parameter stopnje.
V tem primeru je funkcija gostote verjetnosti enaka
{\displaystyle g(x;\alpha ,\beta )={\frac {\beta ^{\alpha }}{\Gamma (\alpha )}}x^{\alpha -1}e^{-\beta {x}}{\text{  za }}x>0.\,}.

## Zbirna funkcija verjetnosti
Zbirna funkcija verjetnosti je enaka 
{\displaystyle {\frac {\gamma (k,x/\theta )}{\Gamma (k)}}\!}
kjer je 
- {\displaystyle \gamma (k,x/\theta )\!} nepopolna funkcija gama
- {\displaystyle \Gamma (k)\!} funkcija gama

### Pričakovana vrednost
Pričakovana vrednost je enaka 
{\displaystyle k\theta \!}.

### Varianca
Varianca je enaka 
{\displaystyle k\theta ^{2}\,\!}.

## Sploščenost
Sploščenost je enaka
{\displaystyle {\frac {6}{k}}\,\!}

## Povezave z drugimi porazdelitvami
- Če ima slučajna spremenljivka {\displaystyle X\!} porazdelitev gama {\displaystyle X\sim {\textrm {Gamma}}(k=1,\theta =1/\lambda )\,}, potem ima  slučajna spremenljivka {\displaystyle X\!}  tudi eksponencialno porazdelitev s parametrom merila λ.
- Če za slučajno spremenljivko {\displaystyle X\!} velja {\displaystyle X\sim {\textrm {Gamma}}(k=\nu /2,\theta =2)\,}, potem ima {\displaystyle X\!} hi-kvadrat porazdelitev z {\displaystyle \mu \!} prostostnimi stopnjami. Obratno pa velja, če je {\displaystyle Q\sim {\chi }^{2}(\nu )\,} in je {\displaystyle c\!}  pozitivna konstanta, potem velja tudi {\displaystyle c\cdot Q\sim {\textrm {Gamma}}(k=\nu /2,\theta =2c)\,}.
- Če za slučajno spremenljivko {\displaystyle X\!} velja, da je njen kvadrat porazdeljen po gama porazdelitvi {\displaystyle X^{2}\sim {\textrm {Gamma}}(3/2,2a^{2})\,}, potem ima slučajna spremenljivka {\displaystyle X\!} Boltzmannovo porazdelitev s parametrom {\displaystyle a\!}.
- Kadar je slučajna spremenljivka {\displaystyle X\!} porazdeljena na naslednji način {\displaystyle X\sim \mathrm {SkewLogistic} (\theta )\,} (poseben tip eksponencialne porazdelitve), potem za slučajno spremenljivko {\displaystyle \mathrm {log} (1+e^{-X})\,} velja, da je porazdeljena po gama porazdelitvi {\displaystyle \mathrm {log} (1+e^{-X})\sim \Gamma (1,\theta )\,}

- Če se slučajna spremenljivka {\displaystyle X\!}  podreja porazdelitvi {\displaystyle X\sim {\textrm {Gamma}}(k,\theta )\!} potem ima {\displaystyle 1/X\!} obratno gama porazdelitev s parametroma {\displaystyle k\!} in {\displaystyle \theta ^{-1}\!}.
- Če sta slučajni spremenljivki {\displaystyle X\!}  in {\displaystyle Y\!}  porazdeljeni neodvisno {\displaystyle X\sim {\textrm {Gamma}}(k,\theta )\!} in {\displaystyle Y\sim {\textrm {Gamma}}(k,\theta )\!} potem ima slučajna spremenljivka {\displaystyle {\frac {X}{X+Y}}\!} beta porazdelitev s parametroma {\displaystyle \alpha \!} in {\displaystyle \beta \!}.
- Če so slučajne spremenljivke {\displaystyle X_{j}\!} neodvisno porazdeljene po porazdelitvi {\displaystyle {\textrm {Gamma}}(\alpha _{j},\theta )\!}, potem je vektor {\displaystyle ({\frac {X_{1}}{S}},\ldots ,{\frac {X_{n}}{S}})\!}

kjer je 
{\displaystyle S=X_{1}+X_{2}+\ldots +X_{n}\!}

porazdeljen po Diricheltovi porazdelitvi s parametri {\displaystyle \alpha _{1}\ldots ,\alpha _{n}\!}
- za velike {\displaystyle k\!} gama porazdelitev konvergira proti Gaussovi porazdelitvi s pričakovano vrednostjo {\displaystyle \mu =k\theta \!} in varianco {\displaystyle \sigma ^{2}=k\theta ^{2}\!}.
- Wishartova porazdelitev je multivariantna posplošitev gama porazdelitve.
- gama porazdelitev je posebni primer posplošene gama funkcije.

## Zunaje povezave
- Opis gama porazdelitve (angleško)